# Bishop (Texas)
Bishop je město v okrese Nueces County ve státě Texas ve Spojených státech amerických. V roce 2000 zde žilo 3 305 obyvatel. S celkovou rozlohou 6,1 km² byla hustota zalidnění 538,3 obyvatel na km².